# Polyclysta
Polyclysta är ett släkte av fjärilar. Polyclysta ingår i familjen mätare.
Kladogram enligt Catalogue of Life:
| Polyclysta | \| \| Polyclysta gonycrota \| \| \| \| \| \| Polyclysta hypogrammata \| \| \| \| \| \| Polyclysta miskinaria \| \| \| \| \| \| Polyclysta scythropa \| \| \| \| \| \| Polyclysta subflava \| \| \| \| |
|            | \| \| Polyclysta gonycrota \| \| \| \| \| \| Polyclysta hypogrammata \| \| \| \| \| \| Polyclysta miskinaria \| \| \| \| \| \| Polyclysta scythropa \| \| \| \| \| \| Polyclysta subflava \| \| \| \| |
|            | Polyclysta gonycrota |
|            | |
|            | Polyclysta hypogrammata |
|            | |
|            | Polyclysta miskinaria |
|            | |
|            | Polyclysta scythropa |
|            | |
|            | Polyclysta subflava |
|            | |